# Roberto Martínez Montoliú
Roberto Martínez Montoliú (Balaguer, 13 juli 1973) is een Spaans voetbaltrainer en voormalig profvoetballer. Van 2016 tot 2022 was hij bondscoach van België met als beste resultaat een derde plaats op het Wereldkampioenschap voetbal 2018. Sinds januari 2023 is hij bondscoach van Portugal.

## Spelerscarrière
Martínez speelde als defensieve middenvelder voor Real Zaragoza, CF Balaguer, Wigan Athletic, Motherwell, Walsall, Swansea City en Chester City. Bij Wigan speelde hij in zes seizoenen 193 competitiewedstrijden, waarin hij zeventien keer tot scoren kwam. Hij speelde drie seizoenen voor Swansea City, waar hij zijn trainerscarrière begon.

## Trainerscarrière

### Swansea en Wigan
Martínez werd op 23 februari 2007 aangesteld als nieuwe coach bij Swansea City. In juni 2009 toonden zowel Celtic als Wigan Athletic interesse voor Martínez. Op 15 juni 2009 werd hij aangesteld als nieuwe manager van Wigan Athletic. Zijn vertrek bij Swansea bracht veel controverse teweeg, temeer omdat Martínez verschillende malen had aangegeven dat hij absoluut bij Swansea City zou blijven. Sommige supporters noemden hem een judas. Martínez' eerste wedstrijd als manager van Wigan, een uitwedstrijd bij Aston Villa, werd met 0–2 gewonnen. Martínez redde Wigan drie seizoenen op rij van de degradatie.
Op 17 mei 2012 werd bekend dat Liverpool Martínez wilde overnemen van Wigan. Hij wees de aanbieding echter af en Liverpool koos voor Brendan Rodgers als nieuwe manager. Nadat hij Wigan drie seizoenen op rij voor degradatie behoedde, slaagde hij er in het seizoen 2012/13 niet in om de club in de Premier League te houden. Wigan eindigde op de achttiende plaats, wat degradatie betekende. Vier dagen voor de beslissende nederlaag tegen Arsenal (4–1) won Wigan de FA Cup. Op Wembley werd Manchester City verslagen met 0–1. Het bestuur gaf Martínez vervolgens de vrijheid om te kiezen: blijven bij Wigan of vertrekken naar een grotere club.

### Everton
Martínez werd op 5 juni 2013 aangesteld als manager van Everton, als opvolger van de naar Manchester United vertrokken David Moyes. Hij tekende een vierjarig contract bij The Toffees. In datzelfde jaar werd hij verkozen tot Catalaans Trainer van het Jaar. Martínez maakte een goede start door er als eerste Everton-coach in te slagen zijn eerste zes Premier League-wedstrijden niet te verliezen. Hij eindigde in zijn eerste jaar met Everton op de vijfde plaats in de competitie, een plek onder de posities die recht geven op deelname aan de UEFA Champions League. In de volgende jaren volgde twee keer een elfde plek. Everton ontsloeg hem in mei 2016, waarna hij werd opgevolgd door van de Southampton overgekomen Ronald Koeman.

### België
Martínez werd op 3 augustus 2016 aangesteld als bondscoach van België, waar hij aantrad als opvolger van Marc Wilmots. Op donderdag 4 augustus 2016 gaf hij zijn eerste persconferentie, waarin hij verkondigde enkele nieuwe stafleden aan te trekken bij de KBVB. Een daarvan was de voormalige Franse spits Thierry Henry, die aantrad als zijn assistent bij de Rode Duivels. In de eerste wedstrijd onder leiding van Martínez, op 1 september 2016, verloor België met 2–0 van Spanje.
Martínez leidde het Belgisch elftal naar een succesvolle kwalificatie voor het WK 2018 in Rusland. Met nog twee wedstrijden te gaan kwalificeerde België zich als eerste Europese team na een 1–2 overwinning in en tegen Griekenland. Op 17 mei 2018 raakte bekend dat Martínez voor twee jaar had bijgetekend als bondscoach. In de maanden daarop behaalde hij een van zijn grootste sportieve successen als trainer door met België derde te eindigen op het WK. België werd derde na het verslaan van Engeland in de troostfinale. Martínez loodste België vervolgens ook probleemloos naar het EK 2020. In een kwalificatiegroep met Rusland, Schotland, Cyprus, Kazachstan en San Marino haalden de Rode Duivels een historische 30 op 30.
Sinds het vertrek van Chris Van Puyvelde naar de Chinese voetbalbond in oktober 2018 is Martínez ook technisch directeur van de KBVB. Door die dubbelrol kreeg hij bij zijn contractverlenging tot 2022 in mei 2020 een jaarloon van drie miljoen euro.
Op 15 november 2020 speelden de Rode Duivels hun vijftigste wedstrijd onder Roberto Martínez. België versloeg Engeland in deze jubileumwedstrijd met 2–0.
Op 1 december 2022 kondigde hij zijn vertrek aan nadat België zich onder zijn leiding op het WK 2022 niet had weten te kwalificeren voor de knock-outfase. Hij haalde net géén 80% van de punten in de competitiewedstrijden.

### Portugal
Op 9 januari 2023 werd bekendgemaakt dat Martínez de nieuwe bondscoach werd van Portugal, waar hij Fernando Santos opvolgde. Hij tekende een contract tot en met het WK van 2026. Portugal won op het EK 2024 in Duitsland een groep met Tsjechië, Turkije en Georgië, schakelde in de achtste finales Slovenië uit en verloor in de kwartfinales op strafschoppen van Frankrijk.

## Wedstrijden als bondscoach van België

### Samenvatting (bijgewerkt tot en met 1 december 2022)
| Jaar   | Type wedstrijd    | Wedstrijden | Winst | Verlies | Gelijk | Voor | Tegen | Punten | %        |
| 2016   | Competitie        | 4           | 4     | 0       | 0      | 21   | 1     | 12     | 100,00 % |
| 2016   | Vriendschappelijk | 2           | 0     | 1       | 1      | 1    | 3     | 1      | 16,67 %  |
| 2016   | Totaal 2016       | 6           | 4     | 1       | 1      | 22   | 4     | 13     | 72,22 %  |
| 2017   | Competitie        | 6           | 5     | 0       | 1      | 22   | 5     | 16     | 88,89 %  |
| 2017   | Vriendschappelijk | 4           | 2     | 0       | 2      | 9    | 7     | 8      | 66,67 %  |
| 2017   | Totaal 2017       | 10          | 7     | 0       | 3      | 31   | 12    | 24     | 80,00 %  |
| 2018   | Competitie        | 11          | 9     | 2       | 0      | 25   | 12    | 27     | 81,82 %  |
| 2018   | Vriendschappelijk | 6           | 4     | 0       | 2      | 16   | 2     | 14     | 77,78 %  |
| 2018   | Totaal 2018       | 17          | 13    | 2       | 2      | 41   | 14    | 41     | 80,39 %  |
| 2019   | Competitie        | 10          | 10    | 0       | 0      | 40   | 3     | 30     | 100,00 % |
| 2019   | Vriendschappelijk | 0           | 0     | 0       | 0      | 0    | 0     | 0      |          |
| 2019   | Totaal 2019       | 10          | 10    | 0       | 0      | 40   | 3     | 30     | 100,00 % |
| 2020   | Competitie        | 6           | 5     | 1       | 0      | 16   | 6     | 15     | 83,33 %  |
| 2020   | Vriendschappelijk | 2           | 1     | 0       | 1      | 3    | 2     | 4      | 66,67 %  |
| 2020   | Totaal 2020       | 8           | 6     | 1       | 1      | 19   | 8     | 19     | 79,17 %  |
| 2021   | Competitie        | 15          | 10    | 3       | 2      | 37   | 13    | 32     | 71,11 %  |
| 2021   | Vriendschappelijk | 2           | 1     | 0       | 1      | 2    | 1     | 4      | 66,67 %  |
| 2021   | Totaal 2021       | 17          | 11    | 3       | 3      | 39   | 14    | 36     | 70,59 %  |
| 2022   | Competitie        | 9           | 4     | 3       | 2      | 12   | 9     | 14     | 51,85 %  |
| 2022   | Vriendschappelijk | 3           | 1     | 1       | 1      | 6    | 4     | 4      | 44,44 %  |
| 2022   | Totaal 2022       | 12          | 5     | 4       | 3      | 18   | 13    | 18     | 50,00 %  |
| Totaal | Competitie        | 61          | 47    | 9       | 5      | 173  | 49    | 146    | 79,78 %  |
| Totaal | Vriendschappelijk | 19          | 9     | 2       | 8      | 37   | 19    | 35     | 61,40 %  |
| Totaal | Totaal            | 80          | 56    | 11      | 13     | 210  | 68    | 181    | 75,42 %  |

### 2016
|                                                                                   |        |       |                       | |
| 1 september 2016                                                                  | België | 0 – 2 | Spanje                | Opstelling België: |
| Vriendschappelijk Koning Boudewijnstadion, Brussel Scheidsrechter: Benoît Bastien |        |       | 34', 62' (pen.) Silva | Doel: Courtois; Verdediging: Meunier, Alderweireld, Vertonghen, J. Lukaku; Middenveld: Nainggolan (46' Dembélé), De Bruyne (87' Defour), Witsel; Aanval: Carrasco (77' Mirallas), Origi (67' R. Lukaku), E. Hazard Bondscoach: Roberto Martínez Debuut: – |

|                                                                       |        |       |                                 | |
| 6 september 2016                                                      | Cyprus | 0 – 3 | België                          | Opstelling België: |
| WK-kwalificatie New GSP Stadium, Nicosia Scheidsrechter: Felix Zwayer |        |       | 13', 61' R. Lukaku 81' Carrasco | Doel:Courtois; Verdediging: Alderweireld, Vermaelen, Vertonghen; Middenveld: Meunier, Fellaini (84' Nainggolan), Witsel, Carrasco; Aanval: De Bruyne, R. Lukaku (74' Batshuayi), E. Hazard Bondscoach: Roberto Martínez Debuut: – |

|                                                                                  |                                                                |       |                       | |
| 7 oktober 2016                                                                   | België                                                         | 4 – 0 | Bosnië en Herzegovina | Opstelling België: |
| WK-kwalificatie Koning Boudewijnstadion, Brussel Scheidsrechter: Martin Atkinson | Spahić 26' (e.d.) E. Hazard 29' Alderweireld 60' R. Lukaku 79' |       |                       | Doel: Courtois; Verdediging: Alderweireld, Vertonghen, J. Lukaku (21' Ciman); Middenveld: Meunier, Fellaini, Witsel, Carrasco; Aanval: Mertens, R. Lukaku (82' Benteke), E. Hazard (87' Mirallas)> Bondscoach: Roberto Martínez Debuut: – |

|                                                                                         |           |       |                                                           | |
| 10 oktober 2016                                                                         | Gibraltar | 0 – 6 | België                                                    | Opstelling België: |
| WK-kwalificatie Estádio Algarve, Faro/Loulé (Portugal) Scheidsrechter: Paweł Raczkowski |           |       | 1', 43', 56' Benteke 19' Witsel 51' Mertens 79' E. Hazard | Doel: Courtois; Verdediging: Alderweireld, Ciman, Vertonghen; Middenveld: Meunier, Witsel, Defour, Carrasco (53' Chadli); Aanval: Mertens (64' Mirallas), Benteke (80' Batshuayi), E. Hazard Bondscoach: Roberto Martínez Debuut: – |

|                                                                               |                     |       |              | |
| 9 november 2016                                                               | Nederland           | 1 – 1 | België       | Opstelling België: |
| Vriendschappelijk Amsterdam ArenA, Amsterdam Scheidsrechter: Szymon Marciniak | Klaassen 38' (pen.) |       | 82' Carrasco | Doel: Mignolet; Verdediging: Kabasele, Ciman, Vertonghen; Middenveld: Meunier (46' Foket), Witsel, Defour (84' Tielemans), Carrasco; Aanval: De Bruyne (63' T. Hazard), Mertens (63' R. Lukaku), E. Hazard Bondscoach: Roberto Martínez Debuut: Christian Kabasele (Watford), Thomas Foket (AA Gent), Youri Tielemans (Anderlecht) |

|                                                                                  |                                                                                             |       |           | |
| 13 november 2016                                                                 | België                                                                                      | 8 – 1 | Estland   | Opstelling België: |
| WK-kwalificatie Koning Boudewijnstadion, Brussel Scheidsrechter: Alexandru Tudor | Meunier 8' Mertens 16', 68' E. Hazard 25' Carrasco 62' Klavan 64' (e.d.) R. Lukaku 83', 88' |       | 29' Anier | Doel: Courtois; Verdediging: Ciman, Dendoncker, Vertonghen; Middenveld: Meunier, Witsel (87' Simons), De Bruyne, Carrasco; Aanval: Mertens (79' Tielemans), R. Lukaku, E. Hazard (73' Mirallas) Bondscoach: Roberto Martínez Debuut: – |

### 2017
|                                                                              |               |       |                                                       | |
| 25 maart 2017                                                                | België        | 1 – 1 | Griekenland                                           | Opstelling België: |
| WK-kwalificatie Koning Boudewijnstadion, Brussel Scheidsrechter: Felix Brych | R. Lukaku 89' |       | 46' Mitroglou 29', 65' Tachtsidis 43', 90+5' Tzavelas | Doel: Courtois; Verdediging: Alderweireld, Ciman (84' Mirallas), Vertonghen ; Middenveld: Chadli, Witsel, Fellaini (66' Dembélé), Nainggolan; Aanval: Mertens, Carrasco, R. Lukaku Bondscoach: Roberto Martínez Debuut: – |

|                                                                                    |                                             |       |                                      | |
| 28 maart 2017                                                                      | Rusland                                     | 3 – 3 | België                               | Opstelling België: |
| Vriendschappelijk Olympisch Stadion Fisjt, Sotsji Scheidsrechter: Szymon Marciniak | Vasin 3' Al. Mirantsjoek 74'Boecharov 90+2' |       | 17' (pen.) Mirallas 42', 45' Benteke | Doel: Mignolet; Verdediging: Alderweireld, Vermaelen (90' Boyata), Vertonghen ; Middenveld: Foket, Tielemans (66' Witsel), Dembélé (85' T. Hazard), Nainggolan; Aanval: Mirallas (66' Mertens), Chadli (77' Carrasco); Benteke (77' R. Lukaku) Bondscoach: Roberto Martínez Debuut: – |

|                                                                                   |                            |       |              | |
| 5 juni 2017                                                                       | België                     | 2 – 1 | Tsjechië     | Opstelling België: |
| Vriendschappelijk Koning Boudewijnstadion, Brussel Scheidsrechter: Sandro Schärer | Batshuayi 25' Fellaini 52' |       | 29' Krmenčík | Doel: Courtois; Verdediging: Alderweireld, Kompany (46' Vermaelen), Vertonghen; Middenveld: Chadli, De Bruyne, Tielemans (46' Mirallas), Nainggolan (46' Fellaini); Aanval: Carrasco (88' T. Hazard), R. Lukaku (46' Benteke), Batshuayi (46' Mertens) Bondscoach: Roberto Martínez Debuut: – |

|                                                                      |                   |       |                        | |
| 9 juni 2017                                                          | Estland           | 0 – 2 | België                 | Opstelling België: |
| WK-kwalificatie A. Le Coq Arena, Tallinn Scheidsrechter: John Beaton | Ar. Dmitrijev 44' |       | 31' Mertens 86' Chadli | Doel: Courtois; Verdediging: Alderweireld, Kompany , Vertonghen; Middenveld: Chadli, Fellaini, Witsel, Carrasco; Aanval: De Bruyne, R. Lukaku, Mertens (81' Batshuayi) Bondscoach: Roberto Martínez Debuut: – |

|                                                                          |                                                                                           |       |             | |
| 31 augustus 2017                                                         | België                                                                                    | 9 – 0 | Gibraltar   | Opstelling België: |
| WK-kwalificatie Maurice Dufrasnestadion, Luik Scheidsrechter: Neil Doyle | Mertens 15' Meunier 18', 60', 67' R. Lukaku 21', 38', 84' (pen.) Witsel 27' E. Hazard 45' |       | 82' Barnett | Doel: Courtois; Verdediging: Alderweireld, Kompany, Vertonghen; Middenveld: Meunier, Witsel 40', De Bruyne (84' Tielemans), Carrasco; Aanval: E. Hazard (77' T. Hazard), R. Lukaku, Mertens (46' Dembélé) Bondscoach: Roberto Martínez Debuut: – |

|                                                                                                |             |       |                              | |
| 3 september 2017                                                                               | Griekenland | 1 – 2 | België                       | Opstelling België: |
| WK-kwalificatie Georgios Karaiskákisstadion, Piraeus (Athene) Scheidsrechter: Szymon Marciniak | Zeca 73'    |       | 70' Vertonghen 74' R. Lukaku | Doel: Courtois; Verdediging: Alderweireld, Vermaelen, Vertonghen ; Middenveld: Meunier, Dembélé (74' E. Hazard), Fellaini (89' Dendoncker), Carrasco (79' Chadli); Aanval: De Bruyne, R. Lukaku, Mertens Bondscoach: Roberto Martínez Debuut: – |

|                                                                           |                                    |       |                                                      | |
| 7 oktober 2017                                                            | Bosnië en Herzegovina              | 3 – 4 | België                                               | Opstelling België: |
| WK-kwalificatie Stadion Grbavica, Sarajevo Scheidsrechter: William Collum | Međunjanin 30' Višća 39' Đumić 82' |       | 4' Meunier 59' Batshuayi 68' Vertonghen 83' Carrasco | Doel: Courtois; Verdediging: Alderweireld, Vermaelen, Vertonghen; Middenveld: Meunier, De Bruyne, Fellaini (29' Dendoncker), Carrasco (86' Chadli); Aanval: Mertens (46' Tielemans), Batshuayi, E. Hazard Bondscoach: Roberto Martínez Debuut: – |

|                                                                             |                                                       |       |        | |
| 10 oktober 2017                                                             | België                                                | 4 – 0 | Cyprus | Opstelling België: |
| WK-kwalificatie Koning Boudewijnstadion, Brussel Scheidsrechter: Luca Banti | E. Hazard 12', 63' (pen.) T. Hazard 52' R. Lukaku 78' |       |        | Doel: Courtois; Verdediging: Ciman, Alderweireld, Vertonghen ; Middenveld: Meunier (66' R. Lukaku), Witsel, Tielemans, Chadli; Aanval: T. Hazard, Batshuayi (56' Mertens), E. Hazard (77' De Bruyne) Bondscoach: Roberto Martínez Debuut: – |

|                                                                                    |                                  |       |                                     | |
| 10 november 2017                                                                   | België                           | 3 – 3 | Mexico                              | Opstelling België: |
| Vriendschappelijk Koning Boudewijnstadion, Brussel Scheidsrechter: Paolo Mazzoleni | E. Hazard 17' R. Lukaku 55', 70' |       | 38' (pen.) Guardado 56', 60' Lozano | Doel: Courtois; Verdediging: Ciman, Boyata, Vermaelen; Middenveld: Meunier, Witsel, De Bruyne (46' Mertens), Tielemans (46' Dembélé), Chadli; Aanval: E. Hazard (86' T. Hazard), R. Lukaku (88' Origi) Bondscoach: Roberto Martínez Debuut: – |

|                                                                             |               |       |       | |
| 14 november 2017                                                            | België        | 1 – 0 | Japan | Opstelling België: |
| Vriendschappelijk Jan Breydelstadion, Brugge Scheidsrechter: Danny Makkelie | R. Lukaku 72' |       |       | Doel: Mignolet; Verdediging: Kabasele, Vermaelen, Vertonghen ; Middenveld: Meunier, Witsel (84' Defour), De Bruyne (62' Dembélé), Chadli (84' J. Lukaku); Aanval: T. Hazard, R. Lukaku (74' Origi), Mertens (60' Mirallas) Bondscoach: Roberto Martínez Debuut: – |

### 2018
|                                                                              |                                                |       |               | |
| 27 maart 2018                                                                | België                                         | 4 – 0 | Saoedi-Arabië | Opstelling België: |
| Vriendschappelijk Koning Boudewijnstadion, Brussel Scheidsrechter: Matej Jug | R. Lukaku 13', 39' Batshuayi 77' De Bruyne 78' |       |               | Doel: Mignolet; Verdediging: Alderweireld, Kompany (46' Vermaelen), Vertonghen; Middenveld: Meunier, Witsel, De Bruyne (84' Dembélé), Carrasco (46' Limbombe); Aanval: Mertens (59' Nainggolan), R. Lukaku (79' Mirallas), E. Hazard (59' Batshuayi) Bondscoach: Roberto Martínez Debuut: Anthony Limbombe (Club Brugge) |

|                                                                                  |        |       |          | |
| 2 juni 2018                                                                      | België | 0 – 0 | Portugal | Opstelling België: |
| Vriendschappelijk Koning Boudewijnstadion, Brussel Scheidsrechter: Viktor Kassai |        |       |          | Doel: Courtois; Verdediging: Alderweireld, Kompany (55' Boyata), Vertonghen; Middenveld: Meunier, Dembélé (46' Fellaini), De Bruyne, Carrasco (46' Chadli); Aanval: Mertens (46' Januzaj), R. Lukaku (46' Benteke), E. Hazard (80' T. Hazard) Bondscoach: Roberto Martínez Debuut: – |

|                                                                                            |                                            |       |        | |
| 6 juni 2018                                                                                | België                                     | 3 – 0 | Egypte | Opstelling België: |
| Vriendschappelijk Koning Boudewijnstadion, Brussel Scheidsrechter: Anastasios Sidiropoulos | R. Lukaku 27' E. Hazard 38' Fellaini 90+2' |       |        | Doel: Courtois; Verdediging: Alderweireld, Ciman, Vertonghen (81' Boyata); Middenveld: Meunier (70' T. Hazard), Witsel (46' Fellaini), De Bruyne, Carrasco; Aanval: Mertens (46' Chadli), R. Lukaku (46' Batshuayi), E. Hazard (46' Januzaj) Bondscoach: Roberto Martínez Debuut: – |

|                                                                                   |                                              |       |            | |
| 11 juni 2018                                                                      | België                                       | 4 – 1 | Costa Rica | Opstelling België: |
| Vriendschappelijk Koning Boudewijnstadion, Brussel Scheidsrechter: Ovidiu Haţegan | Mertens 31' R. Lukaku 42', 50' Batshuayi 64' |       | 24' Ruiz   | Doel: Courtois; Verdediging: Alderweireld, Boyata (66' Dendoncker), Vertonghen; Middenveld: Meunier (46' Chadli), Witsel, De Bruyne (71' Tielemans), Carrasco; Aanval: Mertens (52' Batshuayi), R. Lukaku (65' T. Hazard), E. Hazard (70' Dembélé) Bondscoach: Roberto Martínez Debuut: – |

|                                                                       |                                |       |        | |
| 18 juni 2018                                                          | België                         | 3 – 0 | Panama | Opstelling België: |
| WK 2018 Olympisch Stadion Fisjt, Sotsji Scheidsrechter: Janny Sikazwe | Mertens 47' R. Lukaku 69', 75' |       |        | Doel: Courtois; Verdediging: Alderweireld, Boyata, Vertonghen; Middenveld: Meunier, Witsel (90' Chadli), De Bruyne, Carrasco (74' Dembélé); Aanval: Mertens (83' T. Hazard), R. Lukaku, E. Hazard Bondscoach: Roberto Martínez Debuut: – |

|                                                               |                                                             |       |                        | |
| 23 juni 2018                                                  | België                                                      | 5 – 2 | Tunesië                | Opstelling België: |
| WK 2018 Otkrytieje Arena, Moskou Scheidsrechter: Jair Marrufo | E. Hazard 7' (pen.), 51' R. Lukaku 16', 45+3' Batshuayi 90' |       | 18' Bronn 90+3' Khazri | Doel: Courtois; Verdediging: Alderweireld, Boyata, Vertonghen; Middenveld: Meunier, Witsel, De Bruyne, Carrasco; Aanval: Mertens (86' Tielemans), R. Lukaku (59' Fellaini), E. Hazard (68' Batshuayi) Bondscoach: Roberto Martínez Debuut: – |

|                                                                  |          |       |             | |
| 28 juni 2018                                                     | Engeland | 0 – 1 | België      | Opstelling België: |
| WK 2018 Arena Baltika, Kaliningrad Scheidsrechter: Damir Skomina |          |       | 51' Januzaj | Doel: Courtois ; Verdediging: Dendoncker, Boyata, Vermaelen (74' Kompany); Middenveld: Chadli, Tielemans, Fellaini, Dembélé; Aanval: T. Hazard, Batshuayi, Januzaj (86' Mertens) Bondscoach: Roberto Martínez Debuut: – |

|                                                                         |                                         |       |                        | |
| 2 juli 2018                                                             | België                                  | 3 – 2 | Japan                  | Opstelling België: |
| WK 2018 Rostov Arena, Rostov aan de Don Scheidsrechter: Malang Diedhiou | Vertonghen 69'Fellaini 74' Chadli 90+4' |       | 48' Haraguchi 52' Inui | Doel: Courtois; Verdediging: Alderweireld, Kompany, Vertonghen; Middenveld: Meunier, Witsel, De Bruyne, Carrasco (65' Chadli); Aanval: Mertens (65' Fellaini), R. Lukaku, E. Hazard Bondscoach: Roberto Martínez Debuut: – |

|                                                          |                    |       |                                      | |
| 6 juli 2018                                              | Brazilië           | 1 – 2 | België                               | Opstelling België: |
| WK 2018 Kazan Arena, Kazan Scheidsrechter: Milorad Mažić | Renato Augusto 76' |       | 13' (e.d.) Fernandinho 31' De Bruyne | Doel: Courtois; Verdediging: Alderweireld, Kompany, Vertonghen; Middenveld: Meunier, Fellaini, Witsel, Chadli; Aanval: De Bruyne, R. Lukaku, E. Hazard Bondscoach: Roberto Martínez Debuut: – |

|                                                                               |            |       |        | |
| 10 juli 2018                                                                  | Frankrijk  | 1 – 0 | België | Opstelling België: |
| WK 2018 Stadion Sint-Petersburg, Sint-Petersburg Scheidsrechter: Andrés Cunha | Umtiti 51' |       |        | Doel: Courtois; Verdediging: Alderweireld, Kompany, Vertonghen; Middenveld: Dembélé, Fellaini, Witsel, Chadli; Aanval: De Bruyne, R. Lukaku, E. Hazard Bondscoach: Roberto Martínez Debuut: – |

|                                                                             |                          |       |          | |
| 14 juli 2018                                                                | België                   | 2 – 0 | Engeland | Opstelling België: |
| WK 2018 Stadion Krestovski, Sint-Petersburg Scheidsrechter: Alireza Faghani | Meunier 4' E. Hazard 82' |       |          | Doel: Courtois; Verdediging: Alderweireld, Kompany, Vertonghen; Middenveld: Meunier, Tielemans (78' Dembélé), Witsel, Chadli (39' Vermaelen); Aanval: De Bruyne, R. Lukaku (61' Mertens), E. Hazard Bondscoach: Roberto Martínez Debuut: – |

|                                                                    |           |       |                                                | |
| 7 september 2018                                                   | Schotland | 0 – 4 | België                                         | Opstelling België: |
| Vriendschappelijk Hampden Park, Glasgow Scheidsrechter: Luca Banti |           |       | 28' R. Lukaku 46' E. Hazard 52', 60' Batshuayi | Doel: Courtois; Verdediging: Boyata, Kompany (46' Vermaelen), Vertonghen; Middenveld: Castagne (46' Meunier), Tielemans, Dembélé (85' Verstraete), T. Hazard; Aanval: Mertens (46' Carrasco), R. Lukaku (46' Batshuayi), E. Hazard (56' Vanaken) Bondscoach: Roberto Martínez Debuut: Timothy Castagne (Atalanta Bergamo), Hans Vanaken (Club Brugge), Birger Verstraete (AA Gent) |

|                                                                                         |         |       |                                         | |
| 11 september 2018                                                                       | IJsland | 0 – 3 | België                                  | Opstelling België: |
| UEFA Nations League 2018/19 Laugardalsvöllur, Reykjavik Scheidsrechter: Sergej Karasjov |         |       | 29' (pen.) E. Hazard 31', 81' R. Lukaku | Doel: Courtois; Verdediging: Alderweireld, Kompany, Vertonghen; Middenveld: Meunier, Tielemans (80' Dembélé), Witsel, Carrasco (70' Chadli); Aanval: Mertens, R. Lukaku, E. Hazard (89' T. Hazard) Bondscoach: Roberto Martínez Debuut: – |

|                                                                                                  |                    |       |                | |
| 12 oktober 2018                                                                                  | België             | 2 – 1 | Zwitserland    | Opstelling België: |
| UEFA Nations League 2018/19 Koning Boudewijnstadion, Brussel Scheidsrechter: Antonio Mateu Lahoz | R. Lukaku 58', 84' |       | 76' Gavranović | Doel: Courtois; Verdediging: Alderweireld, Kompany, Vermaelen (73' Boyata); Middenveld: Meunier, Tielemans, Witsel, Carrasco (76' Chadli); Aanval: Mertens (90+3' T. Hazard), R. Lukaku, E. Hazard Bondscoach: Roberto Martínez Debuut: – |

|                                                                                      |            |       |                | |
| 16 oktober 2018                                                                      | België     | 1 – 1 | Nederland      | Opstelling België: |
| Vriendschappelijk Koning Boudewijnstadion, Brussel Scheidsrechter: Artur Soares Dias | Mertens 5' |       | 27' Groeneveld | Doel: Mignolet; Verdediging: Alderweireld, Boyata, Denayer; Middenveld: Castagne (73' Meunier), Tielemans (83' Carrasco), Witsel, Chadli; Aanval: Mertens (46' Praet), R. Lukaku (46' Batshuayi), E. Hazard (46' T. Hazard) Bondscoach: Roberto Martínez Debuut: – |

|                                                                                             |                    |       |         | |
| 15 november 2018                                                                            | België             | 2 – 0 | IJsland | Opstelling België: |
| UEFA Nations League 2018/19 Koning Boudewijnstadion, Brussel Scheidsrechter: Orel Grinfeeld | Batshuayi 65', 81' |       |         | Doel: Courtois; Verdediging: Alderweireld, Kompany (84' Denayer), Boyata; Middenveld: Meunier, Tielemans, Witsel, T. Hazard; Aanval: Mertens (75' Januzaj), Batshuayi, E. Hazard (75' Vanaken) Bondscoach: Roberto Martínez Debuut: – |

|                                                                                  |                                                         |       |                   | |
| 18 november 2018                                                                 | Zwitserland                                             | 5 – 2 | België            | Opstelling België: |
| UEFA Nations League 2018/19 Swissporarena, Luzern Scheidsrechter: Daniele Orsato | Rodríguez 26' (pen.) Seferović 31', 44', 84' Elvedi 62' |       | 2', 17' T. Hazard | Doel: Courtois; Verdediging: Alderweireld, Kompany, Boyata; Middenveld: Meunier (90' Origi), Tielemans, Witsel, Chadli (65' Batshuayi); Aanval: T. Hazard, Mertens, E. Hazard Bondscoach: Roberto Martínez Debuut: – |

### 2019
|                                                                                 |                                         |       |                                 | |
| 21 maart 2019                                                                   | België                                  | 3 – 1 | Rusland                         | Opstelling België: |
| EK-kwalificatie Koning Boudewijnstadion, Brussel Scheidsrechter: Ovidiu Haţegan | Tielemans 14' E. Hazard 45' (pen.), 88' |       | 16' Tsjerysjev 19', 90' Golovin | Doel: Courtois; Verdediging: Alderweireld, Boyata, Vertonghen; Middenveld: Castagne, Tielemans, Dendoncker, T. Hazard (84' Chadli); Aanval: Mertens, Batshuayi, E. Hazard Bondscoach: Roberto Martínez Debuut: – |

|                                                                        |        |       |                             | |
| 24 maart 2019                                                          | Cyprus | 0 – 2 | België                      | Opstelling België: |
| EK-kwalificatie GSP-stadion, Nicosia Scheidsrechter: François Letexier |        |       | 10' E. Hazard 18' Batshuayi | Doel: Courtois; Verdediging: Alderweireld, Vermaelen, Vertonghen; Middenveld: Castagne, Tielemans, Dendoncker, T. Hazard (68' Carrasco); Aanval: Mertens (57' Januzaj), Batshuayi (89' Praet), E. Hazard Bondscoach: Roberto Martínez Debuut: – |

|                                                                              |                                        |       |            | |
| 8 juni 2019                                                                  | België                                 | 3 – 0 | Kazachstan | Opstelling België: |
| EK-kwalificatie Koning Boudewijnstadion,Brussel Scheidsrechter: Irfan Peljto | Mertens 11' Castagne 14' R. Lukaku 51' |       |            | Doel: Courtois; Verdediging: Alderweireld, Kompany (78' Vermaelen), Vertonghen; Middenveld: Castagne, Witsel, De Bruyne (68' Tielemans), T. Hazard; Aanval: Mertens, R. Lukaku (72' Batshuayi), E. Hazard Bondscoach: Roberto Martínez Debuut: – |

|                                                                                 |                                      |       |           | |
| 11 juni 2019                                                                    | België                               | 3 – 0 | Schotland | Opstelling België: |
| EK-kwalificatie Koning Boudewijnstadion, Brussel Scheidsrechter: Petr Ardeleánu | R. Lukaku 45+1', 57' De Bruyne 90+2' |       |           | Doel: Courtois; Verdediging: Alderweireld, Kompany (90' Vermaelen), Vertonghen; Middenveld: T. Hazard (90' Carrasco), Tielemans (78' Mertens), Witsel, Meunier; Aanval: De Bruyne, R. Lukaku, E. Hazard Bondscoach: Roberto Martínez Debuut: – |

|                                                                            |            |       |                                                    | |
| 6 september 2019                                                           | San Marino | 0 – 4 | België                                             | Opstelling België: |
| EK-kwalificatie Stadio Olimpico, Serravalle Scheidsrechter: Horațiu Fesnic |            |       | 43' (pen.), 90+2' Batshuayi 57' Mertens 63' Chadli | Doel: Courtois; Verdediging: Alderweireld, Denayer, Vertonghen; Middenveld: Meunier, De Bruyne (76' Praet), Tielemans, Carrasco; Aanval: Januzaj (55' Chadli), Batshuayi, Origi (55' Mertens) Bondscoach: Roberto Martínez Debuut: – |

|                                                                 |           |       |                                                           | |
| 9 september 2019                                                | Schotland | 0 – 4 | België                                                    | Opstelling België: |
| EK-kwalificatie Hampden Park, Glasgow Scheidsrechter: Paweł Gil |           |       | 9' R. Lukaku 24' Vermaelen 32' Alderweireld 82' De Bruyne | Doel: Courtois; Verdediging: Alderweireld, Vermaelen, Vertonghen; Middenveld: Meunier (90' Raman), Dendoncker, Tielemans (86' Verschaeren), Chadli (77' Carrasco); Aanval: De Bruyne , R. Lukaku, Mertens Bondscoach: Roberto Martínez Debuut: Yari Verschaeren (Anderlecht), Benito Raman (Schalke 04) |

|                                                                                        | |       |            | |
| 10 oktober 2019                                                                        | België | 9 – 0 | San Marino | Opstelling België: |
| EK-kwalificatie Koning Boudewijnstadion, Brussel Scheidsrechter: Anastasios Papapetrou | R. Lukaku 28', 41' Chadli 31' Brolli 35' (e.d.) Alderweireld 43' Tielemans 45+1' Benteke 79' Verschaeren 84' (pen.) Castagne 90' |       |            | Doel: Courtois; Verdediging: Alderweireld, Vermaelen, Vertonghen; Middenveld: Castagne, Vanaken, Tielemans, Chadli; Aanval: Mertens (63' Verschaeren), R. Lukaku (76' Benteke), E. Hazard (63' Carrasco) Bondscoach: Roberto Martínez Debuut: – |

|                                                                            |            |       |                           | |
| 13 oktober 2019                                                            | Kazachstan | 0 – 2 | België                    | Opstelling België: |
| EK-kwalificatie Astana Arena, Nur-Sultan Scheidsrechter: Gediminas Mažeika |            |       | 21' Batshuayi 53' Meunier | Doel: Courtois; Verdediging: Alderweireld, Vermaelen (90+2' Mechele), Vertonghen; Middenveld: Meunier, Praet, Witsel, T. Hazard; Aanval: Mertens (78' Carrasco), Batshuayi (78' Benteke), E. Hazard Bondscoach: Roberto Martínez Debuut: Brandon Mechele (Club Brugge) |

|                                                                                      |              |       |                                                | |
| 16 november 2019                                                                     | Rusland      | 1 – 4 | België                                         | Opstelling België: |
| EK-kwalificatie Krestovskistadion, Sint-Petersburg Scheidsrechter: Artur Soares Dias | Dzjikija 79' |       | 19' T. Hazard 33', 40' E. Hazard 72' R. Lukaku | Doel: Courtois; Verdediging: Alderweireld, Boyata, Vermaelen (67' Denayer); Middenveld: Castagne, Witsel, De Bruyne, T. Hazard; Aanval: Mertens (52' Tielemans), R. Lukaku (77' Batshuayi), E. Hazard Bondscoach: Roberto Martínez Debuut: – |

|                                                                                   |                                                                          |       |                | |
| 19 november 2019                                                                  | België                                                                   | 6 – 1 | Cyprus         | Opstelling België: |
| EK-kwalificatie Koning Boudewijnstadion, Brussel Scheidsrechter: Jørgen Daugbjerg | Benteke 16', 68' De Bruyne 36', 41' Carrasco 44' Christoforou 51' (e.d.) |       | 14' N. Ioannou | Doel: Mignolet; Verdediging: Alderweireld, Denayer, Cobbaut; Middenveld: Carrasco, Vanaken, Tielemans, T. Hazard; Aanval: De Bruyne (68' Praet), Benteke (80' Origi), E. Hazard (64' Verschaeren) Bondscoach: Roberto Martínez Debuut: Elias Cobbaut (Anderlecht) |

### 2020
|                                                                               |            |       |                        | |
| 5 september 2020                                                              | Denemarken | 0 – 2 | België                 | Opstelling België: |
| UEFA Nations League 2020/21 Parken, Kopenhagen Scheidsrechter: Sandro Schärer |            |       | 9' Denayer 77' Mertens | Doel: Mignolet; Verdediging: Alderweireld, Denayer, Vertonghen; Middenveld: Castagne, Tielemans (88' Doku), Witsel , T. Hazard; Aanval: Mertens (80' Trossard), R. Lukaku, Carrasco (57' Praet) Bondscoach: Roberto Martínez Debuut: Leandro Trossard (Brighton & Hove Albion), Jérémy Doku (Anderlecht) |

|                                                                                               |                                                    |       |                 | |
| 8 september 2020                                                                              | België                                             | 5 – 1 | IJsland         | Opstelling België: |
| UEFA Nations League 2020/21 Koning Boudewijnstadion, Brussel Scheidsrechter: Paweł Raczkowski | Witsel 13' Batshuayi 17', 69' Mertens 50' Doku 79' |       | 10' Friðjónsson | Doel: Casteels (56' Mignolet); Verdediging: Alderweireld , Denayer, Vertonghen; Middenveld: Meunier, De Bruyne (81' Vanaken), Witsel, T. Hazard (65' Verschaeren); Aanval: Mertens, Batshuayi, Doku Bondscoach: Roberto Martínez Debuut: Koen Casteels (VfL Wolfsburg) |

|                                                                                     |               |       |                   | |
| 8 oktober 2020                                                                      | België        | 1 – 1 | Ivoorkust         | Opstelling België: |
| Vriendschappelijk Koning Boudewijnstadion, Brussel Scheidsrechter: Serdar Gözübüyük | Batshuayi 53' |       | 86' (pen.) Kessié | Doel: Mignolet (77' Van Crombrugge); Verdediging: Vanheusden (77' Bornauw), Mechele, Boyata; Middenveld: Saelemaekers, Dendoncker, Vanaken, Castagne (89' Kayembe); Aanval: Trossard (68' Verschaeren), Batshuayi (68' Benteke), Doku (68' Origi) Bondscoach: Roberto Martínez Debuut: Zinho Vanheusden (Standard Luik), Alexis Saelemaekers (AC Milan), Sebastiaan Bornauw (1. FC Köln), Hendrik Van Crombrugge (Anderlecht), Joris Kayembe (Sporting Charleroi) |

|                                                                                    |                               |       |                      | |
| 11 oktober 2020                                                                    | Engeland                      | 2 – 1 | België               | Opstelling België: |
| UEFA Nations League 2020/21 Wembley Stadium, Londen Scheidsrechter: Tobias Stieler | Rashford 39' (pen.) Mount 64' |       | 16' (pen.) R. Lukaku | Doel: Mignolet; Verdediging: Alderweireld, Boyata, Denayer; Middenveld: Meunier, Witsel, Tielemans, Castagne; Aanval: De Bruyne (73' Verschaeren), R. Lukaku, Carrasco (83' Doku) Bondscoach: Roberto Martínez Debuut: – |

|                                                                                          |               |       |                          | |
| 14 oktober 2020                                                                          | IJsland       | 1 – 2 | België                   | Opstelling België: |
| UEFA Nations League 2020/21 Laugardalsvöllur, Reykjavik Scheidsrechter: Andris Treimanis | Sævarsson 17' |       | 9', 38' (pen.) R. Lukaku | Doel: Mignolet; Verdediging: Alderweireld, Boyata, Denayer; Middenveld: Meunier, Witsel, Tielemans, Carrasco; Aanval: Trossard (61' Vanaken), R. Lukaku , Doku (68' Castagne) Bondscoach: Roberto Martínez Debuut: – |

|                                                                                            |                    |       |             | |
| 11 november 2020                                                                           | België             | 2 – 1 | Zwitserland | Opstelling België: |
| Vriendschappelijk King Power at Den Dreef Stadion, Heverlee Scheidsrechter: Jérôme Brisard | Batshuayi 49', 70' |       | 12' Mehmedi | Doel: Mignolet; Verdediging: Bornauw (90+1' Denayer), Mechele, Vertonghen (58' Delcroix); Middenveld: Chadli (58' Foket), Dendoncker (46' Tielemans), Vanaken, T. Hazard (90+1' De Ketelaere); Aanval: Praet, Batshuayi, Lukebakio (83' Kayembe) Bondscoach: Roberto Martínez Debuut: Dodi Lukebakio (Hertha BSC), Hannes Delcroix (Anderlecht), Charles De Ketelaere (Club Brugge) |

| |                           |       |          | |
| 15 november 2020                                                                                     | België                    | 2 – 0 | Engeland | Opstelling België: |
| UEFA Nations League 2020/21 King Power at Den Dreef Stadion, Heverlee Scheidsrechter: Danny Makkelie | Tielemans 10' Mertens 24' |       |          | Doel: Courtois; Verdediging: Alderweireld, Denayer, Vertonghen ; Middenveld: Meunier, Witsel, Tielemans, T. Hazard; Aanval: Mertens (83' Praet), R. Lukaku, De Bruyne Bondscoach: Roberto Martínez Debuut: – |

| |                                               |       |                            | |
| 18 november 2020                                                                                    | België                                        | 4 – 2 | Denemarken                 | Opstelling België: |
| UEFA Nations League 2020/21 King Power at Den Dreef Stadion, Heverlee Scheidsrechter: Slavko Vinčić | Tielemans 3' R. Lukaku 57', 69' De Bruyne 87' |       | 18' Wind 86' (e.d.) Chadli | Doel: Courtois; Verdediging: Alderweireld, Denayer, Vertonghen (90' Boyata); Middenveld: T. Hazard (77' Foket), Tielemans, Dendoncker, Chadli; Aanval: Mertens, R. Lukaku, De Bruyne Bondscoach: Roberto Martínez Debuut: – |

### 2021
|                                                                                        |                                                  |       |            | |
| 24 maart 2021                                                                          | België                                           | 3 – 1 | Wales      | Opstelling België: |
| WK-kwalificatie King Power at Den Dreef Stadion, Heverlee Scheidsrechter: Cüneyt Çakır | De Bruyne 22' T. Hazard 28' R. Lukaku 72' (pen.) |       | 10' Wilson | Doel: Courtois; Verdediging: Alderweireld, Vermaelen (46' Denayer), Vertonghen ; Middenveld: Meunier, Dendoncker, Tielemans, T. Hazard (84' Castagne); Aanval: De Bruyne, R. Lukaku, Mertens (90+3' Trossard) Bondscoach: Roberto Martínez Debuut: – |

|                                                                      |            |       |               | |
| 27 maart 2021                                                        | Tsjechië   | 1 – 1 | België        | Opstelling België: |
| WK-kwalificatie Sinobo Stadium, Praag Scheidsrechter: William Collum | Provod 50' |       | 60' R. Lukaku | Doel: Courtois; Verdediging: Alderweireld, Denayer, Vertonghen ; Middenveld: Castagne, Dendoncker, Tielemans, Chadli (56' Foket); Aanval: De Bruyne, R. Lukaku, Mertens (56' Trossard) Bondscoach: Roberto Martínez Debuut: – |

|                                                                                          |                                                                                 |       |             | |
| 30 maart 2021                                                                            | België                                                                          | 8 – 0 | Wit-Rusland | Opstelling België: |
| WK-kwalificatie King Power at Den Dreef Stadion, Heverlee Scheidsrechter: Donatas Rumšas | Batshuayi 14' Vanaken 17', 89' Trossard 38', 75' Doku 42' Praet 49' Benteke 70' |       |             | Doel: Mignolet; Verdediging: Alderweireld, Denayer (46' Boyata), Vertonghen (64' Dendoncker); Middenveld: Meunier, Praet (71' Tielemans), Vanaken, T. Hazard; Aanval: Trossard, Batshuayi (64' Benteke), Doku (77' Januzaj) Bondscoach: Roberto Martínez Debuut: – |

|                                                                                    |               |       |              | |
| 3 juni 2021                                                                        | België        | 1 – 1 | Griekenland  | Opstelling België: |
| Vriendschappelijk Koning Boudewijnstadion, Brussel Scheidsrechter: Fábio Veríssimo | T. Hazard 20' |       | 66' Tzavelas | Doel: Mignolet (90' Sels); Verdediging: Alderweireld (82' Tielemans), Boyata, Denayer; Middenveld: Meunier, Praet, Dendoncker, Carrasco (74' Trossard); Aanval: Doku (46' Mertens), R. Lukaku (46' Batshuayi), T. Hazard (74' Chadli) Bondscoach: Roberto Martínez Debuut: Matz Sels (RC Strasbourg) |

|                                                                                  |               |       |         | |
| 6 juni 2021                                                                      | België        | 1 – 0 | Kroatië | Opstelling België: |
| Vriendschappelijk Koning Boudewijnstadion, Brussel Scheidsrechter: Deniz Aytekin | R. Lukaku 38' |       |         | Doel: Courtois; Verdediging: Alderweireld, Denayer, Vertonghen (46' Vermaelen); Middenveld: Castagne, Dendoncker (82' E. Hazard), Tielemans, Chadli (71' T. Hazard); Aanval: Mertens (68' Vanaken), R. Lukaku, Carrasco (81' Doku) Bondscoach: Roberto Martínez Debuut: – |

|                                                                                |                                |       |         | |
| 12 juni 2021                                                                   | België                         | 3 – 0 | Rusland | Opstelling België: |
| EK 2020 Krestovskistadion, Sint-Petersburg Scheidsrechter: Antonio Mateu Lahoz | R. Lukaku 10', 88' Meunier 34' |       |         | Doel: Courtois; Verdediging: Alderweireld, Boyata, Vertonghen (76' Vermaelen); Middenveld: Castagne (27' Meunier), Dendoncker, Tielemans, T. Hazard; Aanval: Mertens (72' E. Hazard), R. Lukaku, Carrasco (77' Praet) Bondscoach: Roberto Martínez Debuut: – |

|                                                          |               |       |                             | |
| 17 juni 2021                                             | Denemarken    | 1 – 2 | België                      | Opstelling België: |
| EK 2020 Parken, Kopenhagen Scheidsrechter: Björn Kuipers | Y. Poulsen 1' |       | 55' T. Hazard 70' De Bruyne | Doel: Courtois; Verdediging: Alderweireld, Denayer, Vertonghen ; Middenveld: Meunier, Dendoncker (59' Witsel), Tielemans, T. Hazard (90+4' Vermaelen); Aanval: Mertens (46' De Bruyne), R. Lukaku, Carrasco (59' E. Hazard) Bondscoach: Roberto Martínez Debuut: – |

|                                                                        |         |       |                                   | |
| 21 juni 2021                                                           | Finland | 0 – 2 | België                            | Opstelling België: |
| EK 2020 Krestovskistadion, Sint-Petersburg Scheidsrechter: Felix Brych |         |       | 74' (e.d.) Hrádecký 81' R. Lukaku | Doel: Courtois; Verdediging: Denayer, Boyata, Vermaelen; Middenveld: Trossard (76' Meunier), Witsel, De Bruyne (90+1' Vanaken), Chadli; Aanval: Doku (76' Batshuayi), R. Lukaku (84' Benteke), E. Hazard Bondscoach: Roberto Martínez Debuut: – |

|                                                                    |               |       |          | |
| 27 juni 2021                                                       | België        | 1 – 0 | Portugal | Opstelling België: |
| EK 2020 Estadio de La Cartuja, Sevilla Scheidsrechter: Felix Brych | T. Hazard 43' |       |          | Doel: Courtois; Verdediging: Alderweireld, Vermaelen, Vertonghen; Middenveld: Meunier, Witsel, Tielemans, T. Hazard (90+4' Dendoncker); Aanval: E. Hazard (87' Carrasco), R. Lukaku, De Bruyne (48' Mertens) Bondscoach: Roberto Martínez Debuut: – |

|                                                              |                        |       |                         | |
| 2 juli 2021                                                  | België                 | 1 – 2 | Italië                  | Opstelling België: |
| EK 2020 Allianz Arena, München Scheidsrechter: Slavko Vinčić | R. Lukaku 45+2' (pen.) |       | 31' Barella 44' Insigne | Doel: Courtois; Verdediging: Alderweireld, Vermaelen, Vertonghen ; Middenveld: Meunier (70' Chadli) (74' Praet), Witsel, Tielemans (63' Mertens), T. Hazard; Aanval: De Bruyne, R. Lukaku, Doku Bondscoach: Roberto Martínez Debuut: – |

|                                                                                     |                   |       |                                                     | |
| 2 september 2021                                                                    | Estland           | 2 – 5 | België                                              | Opstelling België: |
| WK-kwalificatie A. Le Coq Arena, Tallinn Scheidsrechter: Guillermo Cuadra Fernández | Kaït 2' Sorga 83' |       | 22' Vanaken 29', 52' R. Lukaku 65' Witsel 76' Foket | Doel: Courtois; Verdediging: Alderweireld (83' Dendoncker), Boyata, Denayer; Middenveld: Saelemaekers (66' Foket), Vanaken, Witsel, Carrasco (83' Lukebakio); Aanval: Trossard, R. Lukaku (74' Benteke), E. Hazard (74' Sambi Lokonga) Bondscoach: Roberto Martínez Debuut: Albert Sambi Lokonga (Arsenal FC) |

|                                                                                 |                                             |       |          | |
| 5 september 2021                                                                | België                                      | 3 – 0 | Tsjechië | Opstelling België: |
| WK-kwalificatie Koning Boudewijnstadion, Brussel Scheidsrechter: Michael Oliver | R. Lukaku 8' E. Hazard 41' Saelemaekers 65' |       |          | Doel: Courtois; Verdediging: Alderweireld, Denayer, Vertonghen; Middenveld: Castagne, Witsel, Tielemans (81' Dendoncker), Carrasco (57' Saelemaekers); Aanval: Vanaken (81' Lukebakio), R. Lukaku (81' Batshuayi), E. Hazard (73' Trossard) Bondscoach: Roberto Martínez Debuut: – |

|                                                                                   |             |       |           | |
| 8 september 2021                                                                  | Wit-Rusland | 0 – 1 | België    | Opstelling België: |
| WK-kwalificatie Centraalstadion, Kazan (Rusland) Scheidsrechter: Paweł Raczkowski |             |       | 33' Praet | Doel: Casteels; Verdediging: Alderweireld , Boyata, Denayer; Middenveld: Saelemaekers (84' Foket), Praet, Tielemans, Castagne; Aanval: Trossard (60' E. Hazard), Batshuayi (84' Dendoncker), Lukabakio (76' Benteke) Bondscoach: Roberto Martínez Debuut: – |

|                                                                                    |                            |       |                                                | |
| 7 oktober 2021                                                                     | België                     | 2 – 3 | Frankrijk                                      | Opstelling België: |
| UEFA Nations League 2020/21 Allianz Stadium, Turijn Scheidsrechter: Daniel Siebert | Carrasco 37' R. Lukaku 40' |       | 62' Benzema 69' (pen.) Mbappé 90' T. Hernández | Doel: Courtois; Verdediging: Alderweireld, Denayer, Vertonghen; Middenveld: Castagne (90+2' Batshuayi), Witsel, Tielemans (70' Vanaken), Carrasco; Aanval: De Bruyne, R. Lukaku, E. Hazard (74' Trossard) Bondscoach: Roberto Martínez Debuut: – |

|                                                                                     |                                |       |                  | |
| 10 oktober 2021                                                                     | Italië                         | 2 – 1 | België           | Opstelling België: |
| UEFA Nations League 2020/21 Allianz Stadium, Turijn Scheidsrechter: Srđan Jovanović | Barella 46' Berardi 65' (pen.) |       | 86' De Ketelaere | Doel: Courtois; Verdediging: Alderweireld, Denayer, Vertonghen ; Middenveld: Castagne, Witsel, Tielemans (59' De Bruyne), Carrasco (87' Trossard); Aanval: Saelemaekers (59' De Ketelaere), Batshuayi, Vanaken Bondscoach: Roberto Martínez Debuut: – |

|                                                                                   |                                        |       |           | |
| 13 november 2021                                                                  | België                                 | 3 – 1 | Estland   | Opstelling België: |
| WK-kwalificatie Koning Boudewijnstadion, Brussel Scheidsrechter: Halil Umut Meler | Benteke 11' Carrasco 53' T. Hazard 74' |       | 70' Sorga | Doel: Courtois; Verdediging: Castagne, Denayer, Vertonghen; Middenveld: Meunier (63' Saelemaekers), Witsel, De Bruyne (83' De Ketelaere), Carrasco (71' Mertens); Aanval: Vanaken, Benteke (84' Origi), E. Hazard (62' T. Hazard) Bondscoach: Roberto Martínez Debuut: – |

|                                                                                 |           |       |               | |
| 16 november 2021                                                                | Wales     | 1 – 1 | België        | Opstelling België: |
| WK-kwalificatie Cardiff City Stadium, Cardiff Scheidsrechter: Artur Soares Dias | Moore 32' |       | 12' De Bruyne | Doel: Casteels; Verdediging: Castagne (59' Dendoncker), Boyata, Theate (85' Vertonghen); Middenveld: Meunier (85' Trossard), Witsel, De Bruyne , Vanaken, T. Hazard; Aanval: De Ketelaere (58' Saelemaekers), Origi (59' Vanzeir) Bondscoach: Roberto Martínez Debuut: Arthur Theate (Bologna FC), Dante Vanzeir (Union Sint-Gillis) |

### 2022
|                                                                   |                       |       |                           | |
| 26 maart 2022                                                     | Ierland               | 2 – 2 | België                    | Opstelling België: |
| Vriendschappelijk Avivastadion, Dublin Scheidsrechter: Nick Walsh | Ogbene 35' Browne 85' |       | 12' Batshuayi 58' Vanaken | Doel: Mignolet; Verdediging: Denayer, Boyata, Theate (75' Mangala); Middenveld: Saelemaekers (46' Foket), Dendoncker, Tielemans , T. Hazard; Aanval: De Ketelaere (75' Januzaj), Batshuayi (83' Benteke), Vanaken Bondscoach: Roberto Martínez Debuut: Orel Mangala (VfB Stuttgart) |

|                                                                        |                                      |       |              | |
| 29 maart 2022                                                          | België                               | 3 – 0 | Burkina Faso | Opstelling België: |
| Vriendschappelijk Lotto Park, Anderlecht Scheidsrechter: Dennis Higler | Vanaken 15' Trossard 18' Benteke 75' |       |              | Doel: Sels; Verdediging: Denayer (46' Dendoncker), Bornauw, Van der Heyden; Middenveld: Foket, Vanaken (78' Mangala), Tielemans , Trossard (78' Origi); Aanval: De Ketelaere (53' Saelemaekers), Batshuayi (69' Benteke), Januzaj (53' Verschaeren) Bondscoach: Roberto Martínez Debuut: Siebe Van der Heyden (Union Sint-Gillis) |

| |                 |       |                                          | |
| 3 juni 2022                                                                                              | België          | 1 – 4 | Nederland                                | Opstelling België: |
| UEFA Nations League 2022/23 Koning Boudewijnstadion, Brussel Scheidsrechter: José María Sánchez Martínez | Batshuayi 90+3' |       | 40' Bergwijn 51', 65' Depay 61' Dumfries | Doel: Mignolet; Verdediging: Alderweireld, Boyata, Vertonghen; Middenveld: Meunier (67' Carrasco), Vanaken (46' Onana), Witsel (67' Batshuayi), Castagne; Aanval: De Bruyne, R. Lukaku (27' Trossard), E. Hazard (46' Mertens) Bondscoach: Roberto Martínez Debuut: Amadou Onana (OSC Lille) |

|                                                                                            |                                                                        |       |                 | |
| 8 juni 2022                                                                                | België                                                                 | 6 – 1 | Polen           | Opstelling België: |
| UEFA Nations League 2022/23 Koning Boudewijnstadion, Brussel Scheidsrechter: Ivan Kružliak | Witsel 42' De Bruyne 59' Trossard 73', 80' Dendoncker 83' Openda 90+3' |       | 28' Lewandowski | Doel: Mignolet; Verdediging: Dendoncker, Alderweireld, Vertonghen; Middenveld: Castagne (84' T. Hazard), Witsel (85' Faes), Tielemans, Carrasco; Aanval: De Bruyne (75' De Ketelaere), Batshuayi (84' Openda), E. Hazard (66' Trossard) Bondscoach: Roberto Martínez Debuut: Loïs Openda (SBV Vitesse), Wout Faes (Stade Reims) |

|                                                                                          |             |       |               | |
| 11 juni 2022                                                                             | Wales       | 1 – 1 | België        | Opstelling België: |
| UEFA Nations League 2022/23 Cardiff City Stadium, Cardiff Scheidsrechter: Benoît Bastien | Johnson 86' |       | 51' Tielemans | Doel: Casteels; Verdediging: Dendoncker, Boyata, Theate; Middenveld: Meunier, Tielemans, Witsel (90+3' Loïs Openda), Trossard (72' Praet); Aanval: De Bruyne (72' E. Hazard), Batshuayi, Carrasco (61' T. Hazard) Bondscoach: Roberto Martínez Debuut: – |

|                                                                                      |       |       |               | |
| 14 juni 2022                                                                         | Polen | 0 – 1 | België        | Opstelling België: |
| UEFA Nations League 2022/23 Nationaal Stadion, Warschau Scheidsrechter: Irfan Peljto |       |       | 16' Batshuayi | Doel: Mignolet; Verdediging: Alderweireld, Dendoncker, Vertonghen; Middenveld: Castagne, Tielemans, Witsel (46'Vanaken), T. Hazard (62' Foket); Aanval: Mertens (80' De Ketelaere), Batshuayi (67'Loïs Openda), E. Hazard (67' Trossard) Bondscoach: Roberto Martínez Debuut: – |

|                                                                                            |                             |       |           | |
| 22 september 2022                                                                          | België                      | 2 – 1 | Wales     | Opstelling België: |
| UEFA Nations League 2022/23 Koning Boudewijnstadion, Brussel Scheidsrechter: Ali Palabıyık | De Bruyne 10' Batshuayi 38' |       | 50' Moore | Doel: Courtois; Verdediging: Debast, Alderweireld, Vertonghen; Middenveld: Meunier, Tielemans (76' Vanaken), Witsel, Carrasco (65' Mertens); Aanval: De Bruyne (90+2' De Ketelaere), Batshuayi (65' Openda), E. Hazard (65' Trossard) Bondscoach: Roberto Martínez Debuut: Zeno Debast (RSC Anderlecht) |

|                                                                                           |              |       |        | |
| 25 september 2022                                                                         | Nederland    | 1 – 0 | België | Opstelling België: |
| UEFA Nations League 2022/23 Johan Cruijff ArenA, Amsterdam Scheidsrechter: Anthony Taylor | Van Dijk 73' |       |        | Doel: Courtois; Verdediging: Debast, Alderweireld, Vertonghen; Middenveld: Meunier (46' Carrasco), Onana (75' Tielemans), Witsel, Castagne (82' Lukebakio); Aanval: De Bruyne, Batshuayi (46' De Ketelaere), E. Hazard (64' Trossard) Bondscoach: Roberto Martínez Debuut: – |

|                                                                                              |            |       |                        | |
| 18 november 2022                                                                             | België     | 1 – 2 | Egypte                 | Opstelling België: |
| Vriendschappelijk Jaber Al-Ahmad Internationaal Stadion, Koeweit Scheidsrechter: Ali Mahmoud | Openda 73' |       | 33' Mohamed 46' Hassan | Doel: Courtois; Verdediging: Debast, Alderweireld, Theate (71' Vertonghen); Middenveld: Castagne (82' Doku), Vanaken (46' Tielemans), Witsel, Carrasco; Aanval: De Bruyne (46' Mertens), Batshuayi (46' Openda), E. Hazard (71' Meunier) Bondscoach: Roberto Martínez Debuut: – |

|                                                                       |               |       |        | |
| 23 november 2022                                                      | België        | 1 – 0 | Canada | Opstelling België: |
| WK 2022 Ahmed bin Alistadion, Ar Rayyan Scheidsrechter: Janny Sikazwe | Batshuayi 44' |       |        | Doel: Courtois; Verdediging: Dendoncker, Alderweireld, Vertonghen; Middenveld: Castagne, Tielemans (46' Onana), Witsel, Carrasco (46' Meunier); Aanval: De Bruyne, Batshuayi (78' Openda), E. Hazard (62' Trossard) Bondscoach: Roberto Martínez Debuut: – |

|                                                                    |        |       |                            | |
| 27 november 2022                                                   | België | 0 – 2 | Marokko                    | Opstelling België: |
| WK 2022 Al Thumamastadion, Doha Scheidsrechter: César Arturo Ramos |        |       | 73' Sabiri 90+2' Aboukhlal | Doel: Courtois; Verdediging: Alderweireld, Vertonghen, Castagne; Middenveld: Meunier (81' R. Lukaku), Onana, Witsel, T. Hazard (75' Trossard); Aanval: De Bruyne, Batshuayi (75' C. De Ketelaere), E. Hazard (60' Mertens); Bondscoach: Roberto Martínez Debuut: – |

|                                                                     |         |       |        | |
| 1 december 2022                                                     | Kroatië | 0 – 0 | België | Opstelling België: |
| WK 2022 Ahmed bin Alistadion, Ar Rayyan Scheidsrechter: Jack Taylor |         |       |        | Doel: Courtois; Verdediging: Dendoncker (72' Tielemans), Alderweireld, Vertonghen; Middenveld: Meunier (87' E. Hazard) , Witsel, De Bruyne , Castagne; Aanval: Trossard (59' T. Hazard), Mertens (46' R. Lukaku), Carrasco (72' Doku); Bondscoach: Roberto Martínez Debuut: – |

KBVB · A-internationals · Selecties · Statistieken · Bondscoaches · Belgisch vrouwenelftal · Olympisch elftal · België U21 · België U20 · België U19 · België U18 · België U17 · België U16 · Vrouwen U19 · Vrouwen U17
Albanië ·
Algerije ·
Andorra ·
Argentinië ·
Armenië ·
Australië ·
Azerbeidzjan ·
Bosnië en Herzegovina · 
Brazilië ·
Bulgarije ·
Burkina Faso ·
Canada ·
Chili ·
Colombia ·
Costa Rica ·
Cyprus ·
DDR ·
Denemarken ·
Duitsland ·
Egypte ·
El Salvador ·
Engeland ·
Estland ·
Faeröer ·
Finland ·
Frankrijk ·
Gabon ·
Gibraltar ·
Griekenland ·
Hongarije ·
Ierland ·
IJsland ·
Irak ·
Israël ·
Italië ·
Ivoorkust ·
Japan ·
Joegoslavië ·
Kazachstan ·
Kroatië · 
Letland ·
Litouwen ·
Luxemburg ·
Malta ·
Marokko ·
Mexico ·
Montenegro · 
Nederland ·
Noord-Ierland ·
Noord-Macedonië ·
Noorwegen ·
Oekraïne ·
Oostenrijk ·
Panama · 
Paraguay ·
Peru ·
Polen ·
Portugal ·
Qatar ·
Roemenië ·
Rusland ·
San Marino ·
Saoedi-Arabië ·
Schotland ·
Servië ·
Servië en Montenegro ·
Slovenië ·
Slowakije ·
Sovjet-Unie ·
Spanje ·
Tsjechië ·
Tsjecho-Slowakije ·
Tunesië · 
Turkije · 
Uruguay · 
Verenigde Staten · 
Wales · 
Wit-Rusland ·
Zambia · 
Zuid-Korea · 
Zweden · 
Zwitserland
Algerije (2014) ·
Argentinië (2014) · 
Brazilië (2018) · 
Canada (2022) · 
Denemarken (2021) · 
Engeland (2018, 1) · 
Engeland (2018, 2) · 
Finland (2021) · 
Frankrijk (1904) ·
Frankrijk (2018) · 
Ierland (2016) · 
Italië (2016) · 
Italië (2021) · 
Japan (2018) · 
Kroatië (2022) · 
Marokko (2022) · 
Nederland (1985) · 
Panama (2018) ·
Polen (1982) · 
Portugal (2021) · 
Rusland (2014) · 
Rusland (2021) · 
Sovjet-Unie (1982) · 
Tunesië (2018) · 
Verenigde Staten (2014) ·
West-Duitsland (1980) · 
Zuid-Korea (2014)

## Erelijst

### Als speler
| Competitie                     |               |               |               |               |
| Competitie                     | Aantal        | Jaren         |               |               |
| Real Zaragoza                  | Real Zaragoza | Real Zaragoza | Real Zaragoza | Real Zaragoza |
| ------------------------------ | ------------- | ------------- | ------------- | ------------- |
| Copa del Rey                   | 1x            | 1993/94       |               |               |
| Wigan Athletic                 |               |               |               |               |
| Football League Third Division | 1x            | 1996/97       |               |               |
| Football League Trophy         | 1x            | 1998/99       |               |               |
| Swansea City                   |               |               |               |               |
| Football League Trophy         | 1x            | 2005/06       |               |               |

Individueel als speler
- PFA Team of the Year: 1995/96 Third Division, 1996/97 Third Division

### Als trainer
| Competitie          |              |              |              |              |
| Competitie          | Aantal       | Jaren        |              |              |
| Swansea City        | Swansea City | Swansea City | Swansea City | Swansea City |
| ------------------- | ------------ | ------------ | ------------ | ------------ |
| Football League One | 1x           | 2007/08      |              |              |
| Wigan Athletic      |              |              |              |              |
| FA Cup              | 1x           | 2012/13      |              |              |

| Competitie                  | Resultaat | Jaar    |        |        |
| België                      | België    | België  | België | België |
| --------------------------- | --------- | ------- | ------ | ------ |
| Wereldkampioenschap voetbal | Brons     | 2018    |        |        |
| Portugal                    |           |         |        |        |
| UEFA Nations League         | Goud      | 2024/25 |        |        |

Individueel als trainer
- Football League One Manager of the Year: 2007/08
- Football League One Manager of the Month Award: oktober 2007
- Premier League Manager of the Month Award: april 2012
- Catalaans Trainer van het Jaar: 2012
- LMA FA Cup Manager of the Year: 2013
- Coach van het jaar: 2018[1]

1 Courtois ·
2 Alderweireld ·
3 Vermaelen ·
4 Kompany ·
5 Vertonghen ·
6 Witsel ·
7 De Bruyne ·
8 Fellaini ·
9 Lukaku ·
10 E. Hazard  ·
11 Carrasco ·
12 Mignolet ·
13 Casteels ·
14 Mertens ·
15 Meunier ·
16 T. Hazard ·
17 Tielemans ·
18 Januzaj ·
19 Dembélé ·
20 Boyata ·
21 Batshuayi ·
22 Chadli ·
23 Dendoncker ·
Coach: Martínez
1 Courtois ·
2 Alderweireld ·
3 Vermaelen ·
4 Boyata ·
5 Vertonghen ·
6 Witsel ·
7 De Bruyne ·
8 Tielemans ·
9 Lukaku ·
10 E. Hazard  ·
11 Carrasco ·
12 Mignolet ·
13 Sels ·
14 Mertens ·
15 Meunier ·
16 T. Hazard ·
17 Vanaken ·
18 Denayer ·
19 Dendoncker ·
20 Benteke ·
21 Castagne ·
22 Chadli ·
23 Batshuayi ·
24 Trossard ·
25 Doku ·
26 Praet ·
Coach: Martínez
1 Courtois ·
2 Alderweireld ·
3 Theate ·
4 Faes ·
5 Vertonghen ·
6 Witsel ·
7 De Bruyne ·
8 Tielemans ·
9 Lukaku ·
10 E. Hazard  ·
11 Carrasco ·
12 Mignolet ·
13 Casteels ·
14 Mertens ·
15 Meunier ·
16 T. Hazard ·
17 Trossard ·
18 Onana ·
19 Dendoncker ·
20 Vanaken ·
21 Castagne ·
22 De Ketelaere ·
23 Batshuayi ·
24 Openda ·
25 Doku ·
26 Debast ·
Coach: Martínez
1 Patrício ·
2 Semedo ·
3 Pepe ·
4 Dias ·
5 Dalot ·
6 Palhinha ·
7 Ronaldo  ·
8 Fernandes ·
9 Ramos ·
10 B. Silva ·
11 Félix ·
12 Sá ·
13 Danilo ·
14 Inácio ·
15 J. Neves ·
16 Nunes ·
17 Leão ·
18 R. Neves ·
19 Mendes ·
20 Cancelo ·
21 Jota ·
22 Costa ·
23 Vitinha ·
24 A. Silva ·
25 Neto ·
26 Conceição ·
Coach: Martínez